# Gaio Cassio Longino (console 96 a.C.)
Gaio Cassio Longino (fl. I secolo a.C.) è stato un politico e militare romano, console nel 96 a.C.

## Biografia
Figlio di Lucio Cassio Longino Ravilla, console nel 127 a.C., iniziò la carriera pubblica come uno dei tresviri monetales (impiegato alla zecca) nell'ultimo decennio del II secolo a.C. In seguito provò a candidarsi come tribuno della plebe, ma venne sconfitto, e nel 99 a.C. divenne pretore. Nel 96 a.C. fu eletto console assieme a Gneo Domizio Enobarbo, e nell'89 a.C. divenne proconsole della provincia romana dell'Asia, incarico con cui partecipò alla Prima guerra mitridatica.